# Joseph Jakob Plenck

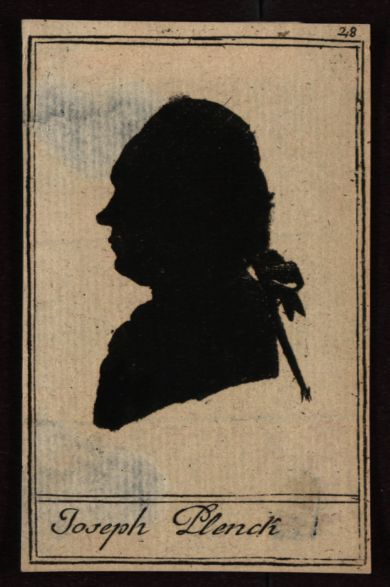
Schattenriss von Joseph Jakob Plenck (1786)

Joseph Jakob Edler von Plenck, auch Josef und Jacob oder als Johann, der Nachname erscheint in vielen Varianten als Plenk, Plenckh, Plenckl, Plenckhl sowie Blenk, Blenck (* 28. November 1735 (oder 1738) in Wien; † 24. August 1807 ebenda) war ein österreichischer Mediziner, Chirurg und Geburtshelfer sowie Chemiker und Botaniker. Er war Hochschullehrer und gilt als Mitbegründer der modernen europäischen Dermatologie.

## Leben und Wirken
Joseph Jacob Plenck wurde 1735 als Sohn eines Buchbinders in Wien geboren. Er wurde von Johann Christian Retter von 1753 bis 1756 in die Chirurgie eingeführt, studierte anschließend Medizin in Wien, sammelte praktische Erfahrung am St.-Johannes-Hospital (Kärntnerstraße) und diente im Siebenjährigen Krieg trotz seiner unvollendeten Ausbildung bereits als Regimentschirurg. Danach betrieb er zunächst eine Barbierstube, wo er auch kleinere chirurgische Operationen durchführte.
Im Jahr 1770 wurde er von Maria Theresia als Professor für Chirurgie und Geburtshilfe an die Universität von Tyrnau berufen, von dort aus ging er weiter nach Budapest und war schließlich ab 1785 Professor für Chemie und Botanik an der militär-medizinischen Akademie in Wien (Josephinum).
Joseph Jacob Plenck gilt als Begründer der modernen Dermatologie und war einer der wichtigsten wissenschaftlichen Autoren seiner Zeit. So hat er auch Werke über Anatomie, Augenheilkunde, Gerichtsmedizin und Chirurgie verfasst. Seine Texte erschienen zunächst in Latein und wurden zeitnah ins Deutsche übersetzt.
Ab 1788 veröffentlichte er sieben Bände seiner „Icones plantarum medicinalium“. In diesem Werk, das insgesamt 758 farbige Kupferdrucke enthält, beschrieb er den medizinischen Gebrauch aller ihm damals bekannten Kräuterpflanzen. Dabei arbeitete Plenck nach dem neuen botanischen Ordnungssystem von Carl von Linné (1707–1778) und schrieb alle Texte in Latein und Deutsch.
Joseph Jacob Plenck starb 1807 in Wien in der Weihburggasse. Nach seinem Tode erschien 1812 unter Joseph Kerndl noch ein abschließender achter Band der Icones plantarum medicinalium.

## Ehrungen
Nach Plenck benannt sind die Pflanzengattungen Plenckia Raf. aus der Familie der Mittagsblumengewächse (Aizoaceae) und Austroplenckia Lundell aus der Familie der Spindelbaumgewächse (Celastraceae).

## Schriften (Auswahl)
- Lehrsätze der praktischen Wundarzneywissenschaft. Wien 1774. Digitalisierte Ausgabe von 1780
- Pharmacia chirurgica seu Doctrina de medicamentis praeparatis ac compositis, quae ad curandos morbos externos adhiberi solent. Graeffer, Wien 1775. Digitalisierte Ausgabe der Universitäts- und Landesbibliothek Düsseldorf, Ausgabe von 1791
- Primae Lineae Anatomes in Usum Praelectionum. Rudolph Gräffer, Wien 1775. Digitalisierte Ausgabe
- Doctrina de Morbis Cutaneis, qua hi morbi in suas Classes, Genera et Species Rediguntur. Rudolph Gräffer, Wien 1776. Digitalisierte Ausgabe
- Materia chirurgica oder Lehre von den Wirkungen der in der Wundarzney gebräuchlichen Heilmittel. 2. Auflage. Graeffer, Wien 1777. Digitalisierte Ausgabe der Universitäts- und Landesbibliothek Düsseldorf
- Erster Umriss der Zergliederungskunst des menschlichen Leibes zum Gebrauche bey Vorlesungen. Aus dem Lateinischen übersetzt. Rudolph Gräffer, Wien 1780. Digitalisierte Ausgabe
- Chirurgische Pharmacie oder Lehre von den zubereiteten und zusammengesetzten Arzeneymitteln, so zu Heilung äußerlicher Krankheiten pflegen angewendet zu werden. Graeffer, Wien 1780. Digitalisierte Ausgabe der Universitäts- und Landesbibliothek Düsseldorf, Ausgabe von 1787, Ausgabe von 1790
- Primae lineae anatomes. Rudolph Gräffer, Wien 1780 (Digitalisat)
- Elementa Medicinæ et Chirurgiæ Forensis. Rudolph Gräffer, Wien 1781.
- Anfangsgründe der gerichtlichen Arzneywissenschaft und Wundarzneykunst. Aus dem Lateinischen übersetzt von F. August von Wasserburg. Rudolph Gräffer, Wien 1782.
- Doctrina de morbis oculorum. Rudolphus Graeffer, Wien 1777 und 1783.
- Joseph Jakob Plenks der Chirurgie Doktor, der Wundarzney, Anatomie und Entbindungskunst ordentlichen Lehrer auf der königlichen Universität zu Ofen Anfangsgründe der Chirurgie. Für die angehende Wundärzte im Königreich Hungarn. Budapest 1783 (Digitalisat)
- Icones Plantarum Medicinalium secundum systema Linnæi digestarum, cum enumeratione virium et usus medici, chirurgici atque diaetetici. Gräffer, Wien 1788 (Digitalisat)
  - Centuria I. 1789
  - Centuria V. 1792
  - Centuria VI. et ultima. 1794
  - Centuria VII. 1803
- Anfangsgründe der Pharmaco-Katagraphologie, oder der Lehre, Arzneyformeln zu verschreiben. Wappler & Beck, Wien 1799. Digitalisierte Ausgabe der Universitäts- und Landesbibliothek Düsseldorf
- Anfangsgründe der pharmaceutischen Chemie oder Lehre von der Bereitung und Zusammensetzung der Arzneymittel. Wien 1803. Digitalisierte Ausgabe der Universitäts- und Landesbibliothek Düsseldorf